# Speocera stellafera
Speocera stellafera is een spinnensoort uit de familie Ochyroceratidae. De soort komt voor in Thailand en Maleisië.